# Ivan Paskevitj

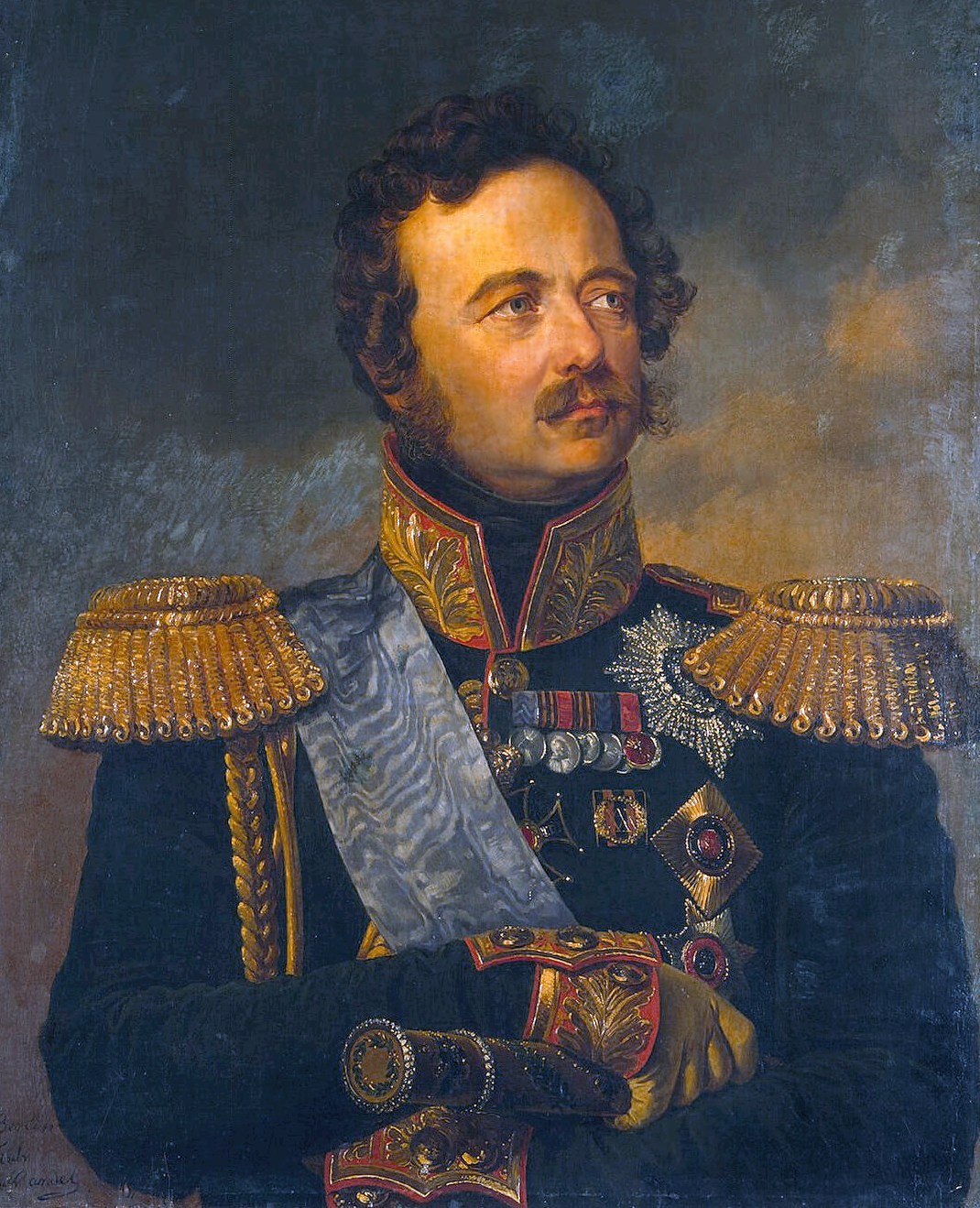
Ivan Fjodorovitj Paskevitj

Ivan Fjodorovitj Paskevitj, född 19 maj 1782 i Poltava, död 1 februari 1856 var en rysk fältmarskalk,  greve av Jerevan (P. Jerevanskij), furste av Warszawa. 
Paskevitj blev år 1800 officer vid l:a ryska fotgardesregementet och befordrades till generalmajor under kriget med turkarna 1811 . Han utmärkte sig mot Napoleon I 1812–1814 och utnämndes till generallöjtnant (1813), men skapade sig ett namn egentligen under de följande krigen mot Persien och Turkiet. År 1826 slog han under Jermolovs överbefäl perserna vid Jelizavetpol och vann 1827 som överbefälhavare stora framgångar i Kaukasien, varefter han erövrade Jerevan och framryckte till Tauris. Genom besättandet av Ardab tvingade han Persien till den för Ryssland förmånliga freden i Turkmantjaj (februari 1828). Han belönades med titeln greve och 1 miljon rubel. 
Då kriget med Turkiet utbröt 1828, fick Paskevitj befälet i Mindre Asien och kunde vinna stora framgångar trots att han hade tillgång till endast mindre styrkor. Genom stormningen av Kars (5 juli), segern över Kiossa Muhammed (9 augusti) och fästningen Achalziks erövring (16 augusti) avgjorde han fälttågets utgång på denna krigsskådeplats och han befäste sin ställning året därpå genom en lysande seger och fästningen Erzerums erövring (juli 1829). 
Hans framgångar skaffade honom fältmarskalksstaven. 1830 kämpade Paskevitj åter i Kaukasien och lade Dagestan under Rysslands välde. I juni 1831 övertog han efter Diebitschs död högsta befälet i Polen, genomförde övergången över Wisła och avgjorde kriget genom stormningen av Warszawa den 6 september och stadens kapitulation 8 september samma år. Han utnämndes till furste och ståthållare i Polen, där han genom sin vaksamhet slog ned flera upprorsförsök. 
1849 förde Paskevitj den ryska armé som ryckte in i Ungern för att kuva upproret där och avgjorde även där utgången i och med att han tvingade den ungerska hären till kapitulationen vid Világos (augusti 1849). Hans framgångar måste till stor del tillskrivas den skicklighet, med vilken han använde diplomatiska medel, den omsorg, med vilken han planlade och förberedde sina rörelser och den kraft han visade vid deras utförande. 
Vid Krimkrigets utbrott kallades Paskevitj i april 1854 åter till högsta befälet, denna gång på krigsskådeplatsen i Europa. Han verkställde Donauövergången och belägrade Silistria, men visade inte den beslutsamhet man väntat, varför han i juni samma år hemkallades och återgick till sin befattning som vicekonung i Polen. Hans staty restes i Warszawa 1869. 

## Utmärkelser
- Sankt Vladimirs orden, fjärde klassen med kokard,  1807
- Halvmåneorden,  1807
- Guldsabel "för tapperhet",  1807
- Korset «för intagandet av Pazardžik»,  1810
- Georgsorden, fjärde klass,  1810
- Sankt Vladimirs orden, tredje klass,  1810
- Sankt Annas orden, andra klass med briljanter,  1810
- Georgsorden, tredje klass,  1811
- Sankt Vladimirs orden, andra klassen,  1812
- Sankt Annas orden, första klass med briljanter,  1812
- Första klassen av Röda örns orden,  1813
- Sankt Alexander Nevskij-orden med diamanter,  1814
- Georgsorden, andra klass,  1827
- Sankt Vladimirs orden, första klassen,  1827
- Första graden av Lejon- och solorden,  1828
- Andreasorden med briljanter och svärd,  1828
- Georgsorden, första klass,  1829
- Svarta örns orden,  1829
- Vita örnens orden,  1830
- Virtuti Militari,  1831
- Vita falkens orden,  1841
- Sankt Stefansorden,  1844
- Sankt Ferdinands Förtjänstorden,  1849
- Max-Josefsorden,  1849
- Maria-Teresiaorden,  1849
- Riddare med storkors av Vilhelms militärorden,  19 april 1849
- Militärförtjänstorden,  1850
- Elefantorden,  1850
- Avizorden

[Redigera Wikidata]